# Microsynodites schmidti
Microsynodites schmidti är en skalbaggsart som först beskrevs av Lewis 1893.  Microsynodites schmidti ingår i släktet Microsynodites och familjen stumpbaggar. Inga underarter finns listade i Catalogue of Life.